# Antiguaans kampioenschap wielrennen op de weg
Het Antiguaans kampioenschap op de weg is het jaarlijks verreden nationaal kampioenschap wielrennen van Antigua en Barbuda.

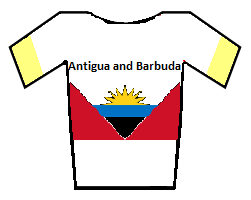
De trui van Antigua en Barbuda

## Wegwedstrijd
| Jaar | Kampioen             | Tweede               | Derde                |
| ---- | -------------------- | -------------------- | -------------------- |
| 2006 | Lynn Byron Murray    | Robert Francis Marsh | Ken Manassah Jackson |
| 2007 | Robert Francis Marsh | Ken Manassah Jackson | Jyme Bridges         |
| 2008 | Jyme Bridges         | Lynn Byron Murray    | Cosmos Richardson    |
| 2009 | Jyme Bridges         | Ken Manassah Jackson | Robert Francis Marsh |
| 2010 | Cosmos Richardson    | Robert Francis Marsh | Ken Manassah Jackson |
| 2011 | Jyme Bridges         | Robert Francis Marsh | Marvin Spencer       |
| 2012 | Jyme Bridges         | André Simon          | Lynn Byron Murray    |
| 2013 | André Simon          | Robert Francis Marsh | Ken Manassah Jackson |
| 2014 | Jyme Bridges         | Robert Francis Marsh | Marvin Spencer       |
| 2015 | Jyme Bridges         | André Simon          | Robert Francis Marsh |
| 2016 | Conroy Thomas        | Marvin Spencer       | André Simon          |
| 2017 | Robert Francis Marsh | Jeffery Kelsick      | Conroy Thomas        |
| 2018 | Jyme Bridges         | Robert Francis Marsh | Conroy Thomas        |
| 2019 | Conor Delanbanque    | Robert Francis Marsh | Jyme Bridges         |
|      |                      |                      |                      |
| 2021 | Emmanuel Gayral      | Jeffery Kelsick      | Shawn Weathered      |
| 2022 | Jyme Bridges         | Sean Weathered       | Emmanuel Gayral      |
| 2023 | Jyme Bridges         | Emmanuel Gayral      | Jeffery Kelsick      |
| 2024 | Jyme Bridges         | Tahje Browne         | Robert Francis Marsh |
| 2025 | Jyme Bridges         | Alexander Whittaker  | Newell Mack          |

## Tijdrit
| Jaar | Kampioen             | Tweede               | Derde           |
| ---- | -------------------- | -------------------- | --------------- |
| 2009 | Robert Francis Marsh | Jyme Bridges         | Dale Richardson |
| 2010 | Robert Francis Marsh | Jyme Bridges         | Marvin Spencer  |
| 2011 | Marvin Spencer       | Robert Francis Marsh | Dale Richardson |
| 2012 | Robert Francis Marsh | Marvin Spencer       | Jyme Bridges    |
| 2013 | Jyme Bridges         | Robert Francis Marsh | Marvin Spencer  |
| 2014 | André Simon          | Robert Francis Marsh | Jyme Bridges    |
| 2015 | Robert Francis Marsh | Marvin Spencer       | André Simon     |
| 2016 | André Simon          | Marvin Spencer       | Tesheed Gordon  |
| 2017 | Marvin Spencer       | Robert Francis Marsh | Joshua Gayral   |
| 2018 | Robert Francis Marsh | Devon Norris         | Jyme Bridges    |
| 2019 | Robert Francis Marsh | Jyme Bridges         | -               |
|      |                      |                      |                 |
| 2021 | Robert Francis Marsh | Jeffery Kelsick      | Ghere Coates    |
| 2022 | Emmanuel Gayral      | Robert Francis Marsh | Shawn Weathered |
| 2023 | Robert Francis Marsh | Jyme Bridges         | Jeffery Kelsick |
| 2024 | Robert Francis Marsh | Jyme Bridges         | Abbiel Flemming |
| 2025 | Robert Francis Marsh | Jaheim Telemaque     | Delvin Peters   |